# 獵殺任務
《獵殺任務》（英語：The Job）是一部2003年美國犯罪劇情片，由肯尼·戈爾德執導並編劇，戴露·漢娜、布萊德·藍佛和多明妮克·史旺主演。

## 剧情
一名女殺手接到合约，要完成最後一項任務，然後才能永遠告別冷血殺戮的生活。她現在面臨著履行所接受的合約和自己的道德價值的挑戰。

## 演员
- 戴露·漢娜 饰 Carol Jean "C.J." March
- 布萊德·藍佛 饰 Troy Riverside
- 多明妮克·史旺 饰 Emily Robin
- 艾力·馬比烏斯 饰 Rick
- 亞歷士·洛可（英语：Alex Rocco） 饰 Vernon Cray
- 孝恩·伍茲 饰 Roger Washington
- 阿萊娜·漢利 饰 年幼的C.
- 布魯斯·諾齊克 饰 Hal
- 約瑟夫·灰普（英语：Joseph Whipp） 饰 The Man
- 姬娃·道森 饰 C.J.的妈妈
- 米開朗傑洛·科瓦爾斯 饰 Parker

## 发行
《獵殺任務》於2003年5月16日在戛纳电影节首映。狮门影视公司於2004年1月13日直接發行了DVD 。

### 榮譽
| 奖项       | 类别   | 被提名人     | 结果 |
| ---------- | ------ | ------------ | ---- |
| 金預告片獎 | 最垃圾 | 《獵殺任務》 | 提名 |